# William Cavendish-Scott-Bentinck
Cet article possède un paronyme, voir Cavendish-Bentinck.
William Henry Cavendish-Scott-Bentinck, marquis de Titchfield (21 août 1796 - 5 mars 1824) - titré vicomte Woodstock jusqu'en 1809 - est un député britannique et un pair. Né dans la noble famille Bentinck, son grand-père William Cavendish-Bentinck (3e duc de Portland), a été à la fois Premier ministre de Grande-Bretagne et Premier ministre du Royaume-Uni. S'attendant à succéder à son père en tant que cinquième duc de Portland, Titchfield est décédé à seulement 27 ans. 

## Biographie
Henry est le premier enfant de William Bentinck (4e duc de Portland), et de son épouse Henrietta Scott. Son père est le petit-fils de William Cavendish (4e duc de Devonshire), tandis que sa mère, Henrietta, est l'une des trois filles et héritières du général écossais John Scott. Après leur mariage, le nom de famille devient Cavendish-Scott-Bentinck. 
En l'honneur de la naissance de son premier petit-fils, le troisième duc de Portland commande la fonte baptismale de Portland, la seule fonte dorée commandée à des fins privées en Angleterre. Conçu par le paysagiste Humphry Repton et par Paul Storr, il reste dans la famille Bentinck jusqu'en 1986, année de son acquisition par le British Museum. 
Henry - surnommé William par son deuxième nom - tous les hommes de la famille s'appelait William - est titré marquis de Titchfield en 1809, lorsque son père devient duc. 
Après des études privées à la maison, Titchfield se rend à Christ Church, Oxford, en 1815. Sous les ordres du directeur Edmund Goodenough, il excelle sur le plan académique et se distingue dans la littérature classique. "Peu d'hommes sont entrés dans la grande scène du monde "avec des perspectives plus brillantes devant eux. Son caractère, si éminent et sans tache sur le lieu de son éducation, devait ensuite se manifester avec non moins d'éclat au sénat de son pays, auquel une honorable ambition l'incitait à déployer les talents si utiles et si remarquables dont la nature et l'application l'avaient doté ", loue le révérend Thomas Maurice après sa mort. 
Son camarade de classe à Oxford, George Agar-Ellis, qui devient plus tard un ami proche, écrivit dans son journal en 1815 que Titchfield est un "marquis gréviste " et un "horrible ... un coxcomb vide et bavard, avec le mauvais Devonshire. " 
Un oncle, le Premier ministre George Canning, fait par la suite l'éloge de son personnage: "Il est vraiment la meilleure des créatures - si bien droit, si chaleureux et si plein de bon sens indigène". 
En 1819, il rejoint la cavalerie Nottinghamshire Yeomanry en tant que capitaine. La même année, il est élu député de Bletchingley à la Chambre des communes et occupe ce siège jusqu'en 1822. Il est ensuite élu pour King's Lynn en 1822, poste qu'il occupe jusqu'à sa mort. On sait qu'il n'a prononcé qu'un seul discours au Parlement, le 14 mai 1819, lorsqu'il critique les lois sur les jeux. Il vote également contre les loteries publiques et pour une enquête sur les abus des fondations de bienfaisance. 
Il meurt au domicile familial à Londres en mars 1824, à l'âge de 27 ans. sa mort prématurée est attribuée à un abcès cérébral. Il est enterré dans le caveau familial de l'église paroissiale de Marylebone à Londres. 
Ses frères plus jeunes, l'excentrique John et George, sont également députés. John lui succède en tant que marquis de Titchfield et député de King's Lynn et devient finalement le cinquième duc de Portland. 